# Elliot Page
Elliot Philpotts-Page (rođen kao Ellen Grace Philpotts-Page, Halifax, Nova Scotia, 21. veljače 1987.) kanadski je glumac i producent nominiran za nagrade Zlatni globus i Oscar.
Glumi od najranije dobi, a do sada je ostvario dvadesetak uloga. Ipak, najpoznatiji je po ulozi u filmu Juno iz 2007. i Gorki slatkiš iz 2005. Osvojio je preko 25 nagrada. 
Bio je i voditelj jedne epizode serije Saturday Night Live.
Godine 2008. sudjelovao je u nizu reklama organizacije USCB i pozivao na kraj vojne diktature u Mjanmaru.  
Godine 2014. otvoreno je priznao da osjeća romantičnu i seksualnu privlačnost prema osobama istoga spola tijekom govora za organizaciju Human Rights Campaign, no s obzirom na to da je transrodna osoba, to znači da ga privlači ženski spol. 
U prosincu godine 2020. u objavi na Twitteru objavio je da je transrodna nebinarna osoba i da se služi zamjenicama 'on' (engl. he) i 'oni' (engl. they).